# Vrtna jagoda
Vrtna jagoda (ili jednostavno jagoda; Fragaria × ananassa) široko je uzgajana hibridna vrsta roda Fragaria, zajednički poznata kao jagoda, koje se u svijetu uzgajaju zbog svog ploda. Plod je nadaleko cijenjen zbog karakteristične arome, jarko crvene boje, sočne teksture i slatkoće. Konzumira se u velikim količinama, bilo svježa ili u tako pripremljenoj hrani kao džem, sok, pite, sladoled, mliječni šejkovi i čokolade. Umjetne arome i arome jagode također se široko koriste u proizvodima poput bombona, sapuna, sjajila za usne, parfema i mnogih drugih. 
Vrtna jagoda prvi je put uzgojena u Bretanji u Francuskoj tijekom 1750-ih križanjem vrste Fragaria virginiana iz istočne Sjeverne Amerike i Fragaria chiloensis, koju je iz Čilea donio Amédée-François Frézier 1714. godine. Sorte Fragaria × ananassa zamijenile su u komercijalnoj proizvodnji šumsku jagodu (Fragaria vesca), koja je bila prva vrsta jagoda koja se uzgajala početkom 17. stoljeća.
S botaničkog gledišta jagoda nije bobica. Tehnički, to je skupni priborni plod, što znači da mesnati dio nije izveden iz jajnika biljke, već iz posude koja drži jajnike. Svako prividno "sjeme" (achene) s vanjske strane ploda zapravo je jedna od jajnika cvijeta, sa sjemenkom unutar njega.  
U 2017. godini svjetska proizvodnja jagoda bila je 9,2 milijuna tona, predvođena NR Kinom s 40 % od ukupne količine.